# Государственный переворот в Латвии (1934)
Государственный переворот 15 мая 1934 года (латыш. Ulmaņa apvērsums) — антиконституционный захват власти в Латвии премьер-министром Карлисом Улманисом, приостановившим действие конституции и распустившим Сейм. В государстве были ликвидированы все политические партии и закрыты многие газеты.

## История

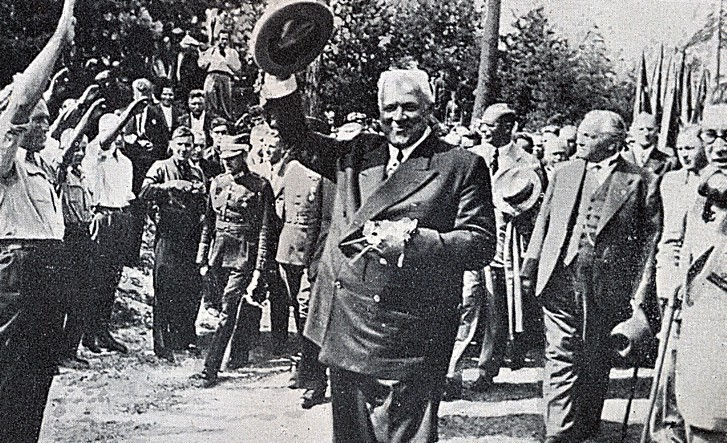
К. Улманис в сопровождении министров Латвии, фото 1934 года.

В ночь с 15 на 16 мая 1934 года все правительственные здания в Риге были заняты войсками, полицией и айзсаргами. Опубликовано распоряжение за подписью премьер-министра Улманиса и военного министра генерала Балодиса об объявлении военного положения на всей территории страны на 6 месяцев (продлевалось до 1938 года). Одновременно приостановлена деятельность Сейма впредь до проведения «реформы» конституции (Сейм так и не был восстановлен). Президенту государства Алберту Квиесису была дана возможность оставаться на своей должности до истечения конституционных полномочий, до апреля 1936 года.
Переворот прошёл бескровно, общество не выступило с протестами.
Было арестовано около 2000 человек, включая большинство лидеров ЛСДРП. Большая часть была вскоре освобождена, самый длительный срок ареста не превысил одного года.
Специалист по конституционному праву К. Дишлерс в 1935 году предложил понимание переворота как применения в публичном праве института действия в чужом интересе без поручения (лат. negotiorum gestio).
В советской историографии переворот в Латвии именовался фашистским. Английские историки П. Дэвис и Д. Линч описывают события как получение власти «фашистским Крестьянским союзом и становление Улманиса диктатором».